# P.W. Alstorphius Grevelink
Pedro Wijnand Alstorphius Grevelink (Rotterdam, 1808 - Ellecom, 1896) was een Nederlandse jurist. 'Alstorphius' was de achternaam van zijn moeder, die de laatste van haar geslacht was, reden waarom haar familienaam aan de naam 'Grevelink' werd toegevoegd.
Alstorphius Grevelink werd na zijn rechtenstudie in Leiden, waarvoor hij summa cum laude slaagde, in 1832 advocaat in Zaltbommel en vervolgens in 1838 rechter in de rechtbank Assen. Hij werd daar in 1851 lid van de gemeenteraad. Hij zette zich in voor de verbetering van de land- en waterwegen in Drenthe; het Noord-Willemskanaal, de waterweg tussen Assen en de stad Groningen, kwam vooral door zijn initiatief tot stand. In 1854 werd hij benoemd tot inspecteur-generaal der rijkspolitie en rijksgevangenissen, en verhuisde hij naar Den Haag. Hij was lid van verscheidene staatscommissies en deed veel voor de verbetering van het gevangeniswezen en de organisatie van de rijksveldwacht. In 1872 werd hij ambteloos burger en verhuisde hij naar Ellecom.
Alstorphius Grevelink presenteerde zijn ervaring en visie op het gebied waarvoor hij ambtelijk verantwoordelijk was ook aan een breder publiek, via media als Themis, het Tijdschrift voor Staathuishoudkunde en Statistiek en de Praktische Volks-almanak.